# Géographie de la Mésopotamie
 (janvier 2019).
Si vous disposez d'ouvrages ou d'articles de référence ou si vous connaissez des sites web de qualité traitant du thème abordé ici, merci de compléter l'article en donnant les références utiles à sa vérifiabilité et en les liant à la section « Notes et références ».
La Mésopotamie (Μεσοποταμία / Mesopotamia), du grec μεσο / mesos « milieu » et ποταμός / potamos « fleuve », est une région du Moyen-Orient située entre le Tigre et l'Euphrate et qui correspond pour sa plus grande part à l'Irak actuel. Elle comprend au nord une région de plateaux, qui est une zone de cultures pluviales, et au sud, une région de plaines où l'on pratique une agriculture qui repose exclusivement sur l'irrigation.
Ces plateaux s'étendent juste au sud d'Assur et descendent du nord au sud. Les vallées sont encaissées, ce qui contribue à compartimenter la région.
Ces plis montagneux coupent la région d'Est en Ouest. Ces plis sont le Djebel Abd el Aziz et le Djebel Sinjar, qui sont deux plis élevés. Le deuxième a gardé le nom qu'il avait dans l'Antiquité, à savoir Saggar (Sinjar dans l'Antiquité), ce qui signifie « la barrière ».
Au nord, on parle de Haute Jéziré, ce qui est synonyme de « Haute Mésopotamie », et au sud de Basse Jéziré. Entre ces deux zones, les conditions de vie sont différentes. Le nord est plus arrosé et ce fut une grande zone de passage. Au contraire, le sud est plus difficile pour l'homme et est une zone de transition avec la steppe.

## Les plaines de Basse Mésopotamie

Images satellite de la zone des marais de Mésopotamie en 2000-2009.

Les plaines ne sont pas encaissées. Toute la région qui va de l'actuelle Bagdad (Agade), qui se situe à 37 mètres d'altitude, jusqu'au golfe Persique, est une plaine très faiblement inclinée vers le sud.
Il s'agit d'une plaine alluviale formée par les alluvions du Tigre et de l'Euphrate. Le processus d'alluvionnement continue toujours. La côte actuelle est plus au sud par rapport à l'emplacement qu'elle occupait dans l'Antiquité. Les fleuves ne sont pas encaissés mais ils s'exhaussent (en contre-haut de la plaine), ce qui entraîne lors des crues de fréquents débordements et des changements du cours des fleuves.
Tout au sud se trouve une zone de marais : les Hawr, qui ont un rôle important en été car ils restituent une partie des eaux du fleuve.

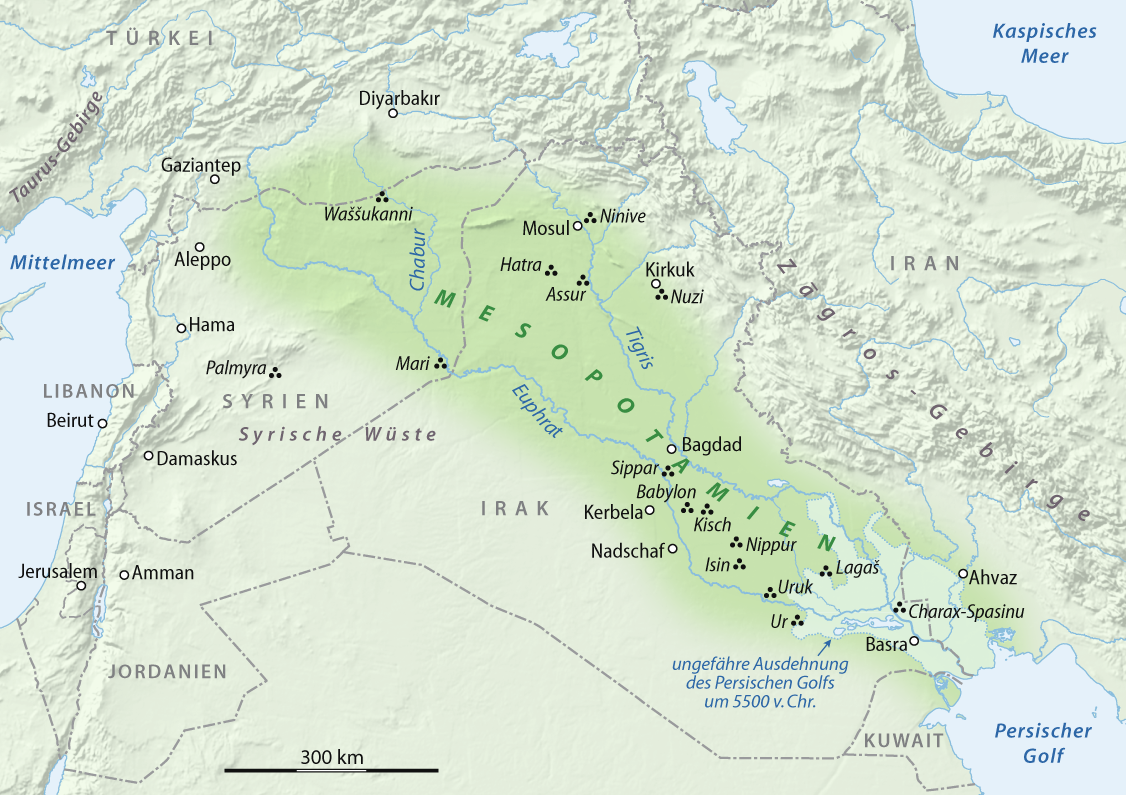
Carte de la Mésopotamie.

## Histoire récente
Cette zone de marais s'étendait sur une superficie de 20 000 km2 dans les années 1970, mais elle avait été détruite à 90 % en 2001 à la suite des opérations de drainage massif décidées par Saddam Hussein, afin de combattre les chiites irakiens qui y avaient trouvé refuge après l'échec de leur soulèvement au début des années 1990. En 2004, le Programme des Nations unies pour l'environnement lance un programme de restauration de l'environnement ; fin 2006, celui-ci a restauré 10 000 km2 environ et 100 000 personnes sont revenues y habiter.

## Les montagnes
Il s'agit d'un plissement d'âge tertiaire avec une unité morphologique de type jurassien. Contre la côte méditerranéenne, se trouvent les monts de Galilée ; un peu au nord se trouvent les mont Liban et Anti-Liban, qui culminent à 3 000 mètres, et encore plus au nord, le Jebel Ansariye. Tout au nord de cette côte se trouve l'Amanus.
Au nord, on trouve le Taurus et l'Anti-Taurus, ainsi que les monts Arméniens, qui culminent aux environs de 5 000 mètres. À l'est se trouve le Zagros, qui culmine à plus de 3 000 mètres.
Ces montagnes ont des répercussions sur l'hydrographie, car l'eau vient des montagnes, qui constituent aussi des réserves de bois et de minéraux.

## Les steppes et les déserts
Il s'agit des endroits où les précipitations sont inférieures à 200 mm par an, et par conséquent où il est impossible de cultiver.
Les zones de steppes ont des précipitations comprises entre 100 et 200 mm par an. En dessous de 100 mm, on parle de désert. Les steppes s'étendent autour de la vallée du moyen Euphrate. C'est un espace discontinu. On y trouve à certains moments de l'année des prairies temporaires qui peuvent être exploitée par des pasteurs pour l'élevage. Elles peuvent être traversées sans trop de difficultés. En akkadien, le terme Namû désigne à la fois la steppe, les populations de la steppe, ainsi que les animaux qui s'y trouvent.
Le désert quant à lui n'est pas exploitable. Il portait le nom akkadien de Madbanu. On y trouve néanmoins des oasis, comme celle de Tadmer, en Syrie, qui correspond à la ville de Palmyre. Les populations qui vivent dans le désert sont désignées par le terme de Arbaiu (qui a donné arabe entre autres), terme qui désigne plus le mode de vie des oasis qu'un type ethnique.

### Climat et hydrographie

#### Le climat
Il n'y a pas de différence majeure avec le climat actuel. Les principaux changements ont été induits par l'homme notamment avec le problème de la déforestation.
On trouve deux zones climatiques. Près de la Méditerranée il y a un climat méditerranéen, dont les caractéristiques sont des précipitations concentrées l'hiver, des hivers doux et des étés chauds et secs. Ailleurs, le climat est de type continental (méditerranéen dégradé), avec des précipitations l'hiver. La pluviométrie est une donnée fondamentale. Plus on va dans les terres et plus elles diminuent.
Concernant les températures, partout les étés sont chauds. Au nord, la température moyenne en été (juillet) est de 30 °C ; au sud, vers Bassorah, la moyenne est de 38 °C, avec des pointes à 50 °C.
En hiver, il y a des différences sensibles. En Haute Mésopotamie, les moyennes des températures hivernales ne sont pas très élevées (environ 5 °C) et il y a entre 30 et 40 jours de gel avec des possibilités de chutes de neige. En Basse Mésopotamie, à Bassorah, la moyenne en janvier est de 28 °C. Cela se traduit dans la végétation. Ainsi, le palmier dattier ne peut être cultivé au nord car il ne supporte pas le gel.

#### L'hydrographie

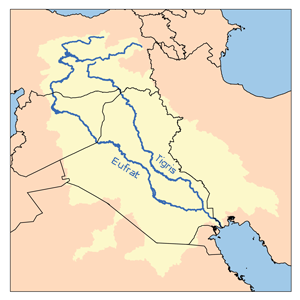
Carte du bassin du Tigre et de l’Euphrate.

Il y a un certain nombre de fleuves côtiers parallèles aux chaînes de montagne sur la côte méditerranéenne, avec l'Oronte, le Litani, le Jourdain. Ces vallées sont encaissées. En particulier le Jourdain a une pente très forte.
L'hydrographie du reste de la région est constituée par le Tigre et l'Euphrate et de leurs affluents. Ces deux fleuves sont de longueurs sensiblement différentes. L'Euphrate s'étend sur 2 800 km sur une pente faible; le Tigre s'étend sur 1 800 km sur une pente plus forte.
L'Euphrate a un certain nombre d'affluents sur sa droite dans le Taurus, puis n'en a plus que deux : le Balih et le Habur qui traversent la Mésopotamie et qui ont chacun un aspect différent. Ainsi, le Habur a de l'eau toute l'année et un débit assez fort pour être navigable, alors que le Balih a un débit beaucoup plus faible et même s'il a été important, il peut s'assécher. Le Tigre reçoit sur tout son cours des affluents de rive gauche d'abord d'Arménie puis du Zagros. Les affluents sont moins nombreux dans la partie sud mais le débit du fleuve est beaucoup plus important que celui de l'Euphrate.
Cependant, il y a des points communs entre les deux fleuves. Ainsi, la direction globale de leurs tracés est à peu près identique. Leur régime pluvionival est identique : ils sont alimentés par les pluies et par la fonte des neiges. Les crues du Tigre sont plus redoutables, ce qui induit un nombre plus petit de villes qui se trouvent au bord du fleuve et une implantation des sites en hauteur. Les crues ont des conséquences diverses. Cela va de l'apport d'eau pour l'irrigation, à des destructions importantes qui obligent à remettre en état le réseau d'irrigation. À la différence des crues du Nil, les crues du Tigre et de l'Euphrate ne sont pas fertilisantes. En Égypte, les crues arrivent au bon moment, tandis que celles du Tigre et de l'Euphrate arrivent en général au mauvais moment. Cela donne naissance à un système d'irrigation avec réservoirs, pour emmagasiner l'eau des crues et pouvoir la restituer aux moments opportuns. Si l'irrigation est importante dans le nord, elle est vitale dans le sud.

## Géographie humaine

### Le peuplement

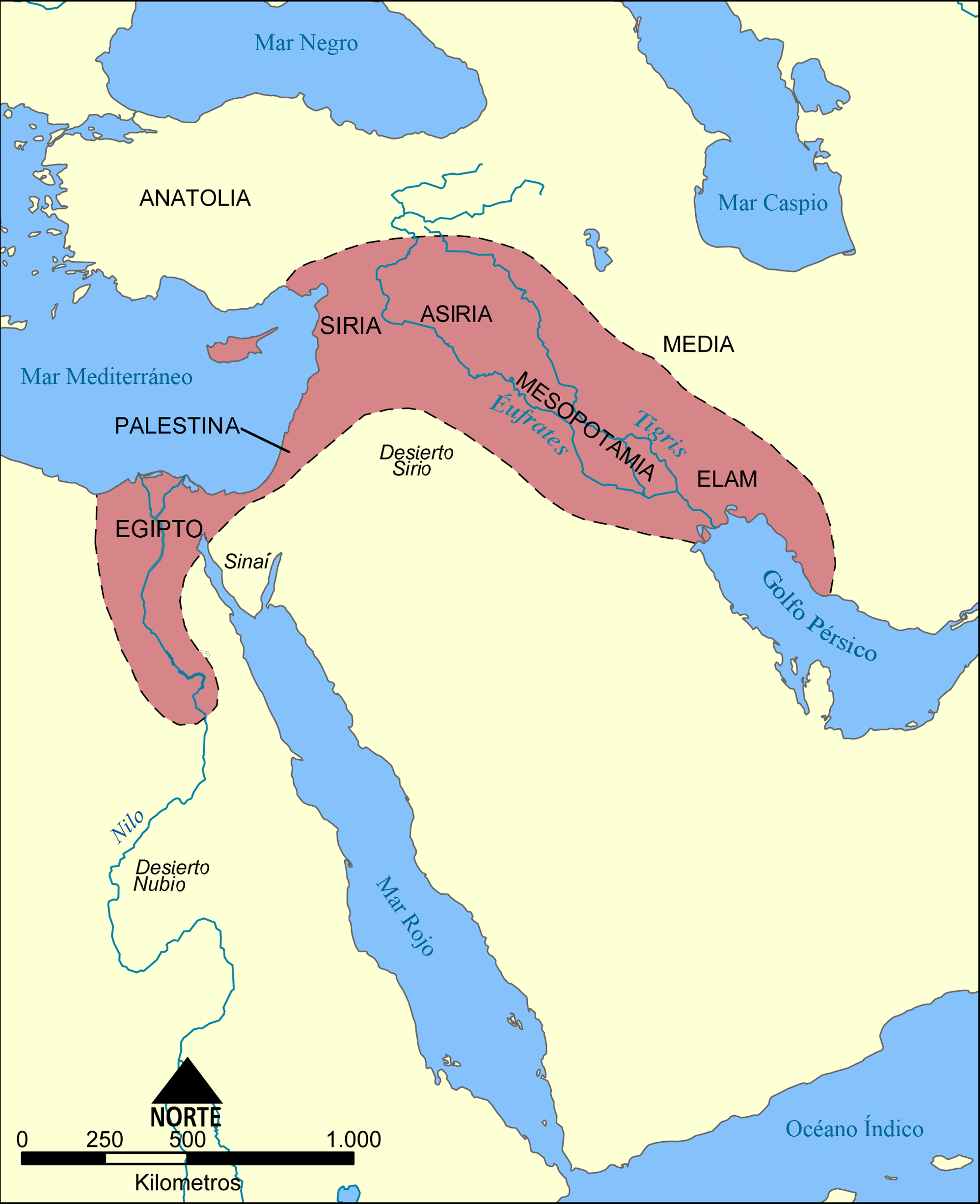
Carte montrant l’emplacement et l’étendue du Croissant fertile, région du Moyen-Orient couvrant, entre autres civilisations, l’Égypte antique, le Levant, la Mésopotamie.

Les premières traces de cultures remontent à 9000 av. J.-C. Les premières implantations se trouvent sur les piémonts du Zagros. À partir du IVe millénaire av. J.-C. on associe des objets de pierre à du cuivre. C'est l'âge du cuivre. Cela suppose l'organisation de sociétés plus complexes et l'existence de commerce. Le Chalcolithique débute vers 4500 av. J.-C. et c'est dans cette période que se produisent des changements.
Ainsi, la plaine est mise en valeur avec l'irrigation, ce qui suppose une organisation du travail. C'est également au cours de cette période que se produit la révolution urbaine. Vers 3300 av. J.-C. (fin du IVe millénaire av. J.-C.) apparaissent des villes, phénomène qui se traduit par une augmentation du nombre de bâtiments, la production de céramique et la présence de temples et donc l'existence d'un clergé. Cela apparaît dans le sud à Uruk, Éridu, etc. La révolution urbaine se déplace du sud vers le nord. On retrouve des traces de cette révolution à Jebel Auda et Habuba Kabira.
C'est à ce moment qu'apparaît également l'écriture, essentiellement sous la forme de documents comptables de gestion de troupeaux et de récoltes. Cette écriture est constituée de pictogrammes.
Le début de la période historique se situe au IIIe millénaire av. J.-C. Vers 2800 av. J.-C., on a les premiers textes que l'on est capable de lire (avec des éléments grammaticaux). Ces textes sont écrits en sumérien, ce qui est une appellation arbitraire car cette langue s'appelait en fait Emegi, ce qui signifie « la langue noble » ; mais elle est désignée ainsi car elle est présente dans la région de Sumer. Il s'agit d'une langue isolée, sans parenté assurée connue.
Le sumérien n'est pas la seule langue parlée au Moyen-Orient. Il existe différents moyens de s'en rendre compte, par exemple, en voyant l'irruption massive de noms amorrites aux alentours de 2000 av. J.-C., la Mésopotamie centrale et méridionale venant d'accueillir une énième invasion. Mais jusque présent, il n'est pas de texte qui fut retrouvé de cette langue, mais, cependant, c'est toujours vers 2000 av. J.-C. qu'une langue de la même famille prestigieuse devait se diviser, l'akkadien, langue sémitique, en deux branches, l'assyrien au nord et le babylonien au sud.
L'akkadien a commencé à être écrit vers 2600 av. J.-C. et se répandre à partir du XXIVe siècle av. J.-C.. Par la suite, elle est devenue la langue la plus parlée et répandue. Le sumérien a continué d'être parlé jusqu'à la fin du IIIe millénaire av. J.-C., mais survécut cependant pendant plus de 2000 ans en tant que langue religieuse et savante. Politiquement, il y a au IIIe millénaire av. J.-C. une période assez longue, appelée « Dynastique archaïque » et qui a duré de - 2800 à - 2400, où l'ensemble de la Mésopotamie est divisée en petits États avec chacun une ville principale.
À partir du XXIVe siècle av. J.-C., il y a des tentatives d'unification de la Mésopotamie. Ce sont les premiers « empires ». Nous avons tout d'abord l'Empire d'Akkad (XXIIe – XXIIIe siècle av. J.-C.) dont la capitale est Akkad et dont la langue officielle est l'akkadien. Il y a ensuite l'empire d'Ur (XXIIe – XXIe siècle av. J.-C.). Dans l'Antiquité, la ville d'Ur était un port. La langue officielle de l'« empire » est le sumérien, mais uniquement pour l'administration.
Vers la fin du IIIe millénaire av. J.-C. et le milieu du IIe millénaire av. J.-C. arrivent des peuplades étrangères, avec les Amorrites, qui pourraient venir de la Syrie occidentale, parlant une langue sémitique proche de l'akkadien, mais que l'on ne connaît que par les noms propres. Ce peuple s'est fondu dans la population en un siècle. Vers le XVIIe siècle av. J.-C. arrivent les Kassites, un peuple qui vient du Zagros. Enfin, les Hourrites, qui viennent quant à eux des montagnes du nord et du nord-est. Au bout d'un certain temps, il y a eu fusion de ces populations. Au XVIIe siècle av. J.-C., les Hourrites fondent le royaume du Mitanni. Les Kassites fondent le royaume de Karduniash. La langue kassite est mal connue, seulement par l'étude des noms propres ; en revanche, le hourrite est mieux connu. Au XIVe siècle av. J.-C. est fondée l'Assyrie.
À la fin du IIe et au début du Ier millénaire av. J.-C. a lieu la migration des Araméens. Elle rappelle la migration des Amorrites. Ils semblent venir de Syrie occidentale, parlent une langue sémitique et se présentent comme des semi-nomades (pasteurs transhumants). Ces mouvements s'expliquent par des changements pendulaires des modes de vie. Les deux peuples, Araméens et Amorites, parlent une langue sémitique ; mais alors que l'amorrite avait disparu au profit de l'akkadien, l'araméen a été adopté par une bonne partie des populations locales. Il y a en effet un progrès très net de l'araméen qui devient la langue unanimement parlée au Moyen-Orient. Une partie des Araméens s'installe dans la plaine, une autre s'installe en Haute Jéziré.

### Les activités

#### L'agriculture
Dans l'intérieur, la Haute Mésopotamie est une région à vocation céréalière. On y trouve différentes sortes d'orge et d'épeautre. On y cultive le sésame et le lin (essentiellement pour l'huile). Enfin, on trouve quelques secteurs à vigne, dont la culture permet la production de vin pour les élites, mais qui restent très locaux.
La Basse Mésopotamie est une région d'agriculture irriguée et toutes les cultures sont liées à l'irrigation. La céréaliculture est répandue mais le blé ne peut presque pas être cultivé à cause de la salinité de l'eau. On produit donc de l'orge qui tolère un minimum de salinité. Avec l'orge, on peut faire jusqu'à deux récoltes par an. On produit de la bière ou de l'alcool à partir des dattes. Le vin est désigné par le terme Karanu et les autres alcools par celui de Sikanu. Le palmier est très employé ; ses fruits servent à la nourriture et à la boisson, le bois est utilisé et enfin, l'ombre qu'offrent les palmiers autorise la pratique d'autres cultures, ce qui permet une grande diversité, avec l'ail et l'oignon par exemple. On fait de l'huile avec le sésame et on augmente la production avec la pêche.

#### L'élevage
Il y a une opposition entre le monde agricole et le monde pastoral. Les brebis fournissent la laine et le lait, pour nourrir les populations de pasteurs et pour éventuellement faire du fromage.
Les riches particuliers possèdent de grands troupeaux qu'ils confient à des entrepreneurs et qui tiennent des comptes, ce qui laisse des traces. L'élevage bovin est moins développé. Il s'agit d'un élevage familial. Quelques troupeaux appartiennent au palais. Les bovins sont très utilisés pour leur force de travail. Les bovins peuvent recevoir des noms.
L'élevage porcin pose problème. Il est mentionné dans le sud et peu dans le nord. Le porc est mal considéré car il revenait fréquemment dans les malédictions.

#### L'artisanat et le commerce
Il s'agit d'activités pratiquées par une petite partie de la population. Les artisans mésopotamiens sont reconnus. Les ressources de la Mésopotamie en matières premières sont quasi nulles. Il n'y a pas de sources de minerais en dehors des zones montagneuses. Le bois est rare dans la plaine d’où une présence en abondance dans les montagnes. Enfin, il n'y a pas ou peu de pierres exploitables.
L'argile et le roseau permettent de produire de la céramique et de la vannerie. L'élevage donne de la laine avec laquelle on peut faire des œuvres de tissage, et c'est également une monnaie d'échange. Ce sont là les seules ressources naturelles exploitables pour l'artisanat qui existent en Mésopotamie même.
L'artisanat est lié au grand commerce. Ce commerce concerne essentiellement le travail du bois et du métal. L'importation est nécessaire. Cela a poussé des états à vouloir assurer le contrôle de ces sources d'approvisionnement, notamment en cuivre, en étain et en fer.
On trouve quatre sources en cuivre :
- en Iran central ;
- dans les montagnes du Taurus
- dans la péninsule d'Oman et à Chypre.

Pour fabriquer du bronze, il faut du cuivre et de l'étain. Pour l'étain, on en trouve à l'est du plateau iranien et en Afghanistan. L'Espagne et les îles Britanniques peuvent également avoir fourni de l'étain, mais de manière indirecte. Le fer est le métal qui permet de fabriquer des armes et des outils plus solides, mais il est plus difficile à maîtriser. Au Proche-Orient, on entre dans l'âge du fer au début du Ier millénaire. Le minerai de fer est plus répandu. On le trouve dans les montagnes.